# Plaza Mayor de Palma de Majorque
Pour les articles homonymes, voir Plaza mayor.
La Plaça Major de Palma de Majorque est située dans le centre de la ville de Palma, dans l'île de Majorque, aux Îles Baléares (Espagne).

## Situation
La Plaça Major de Palma de Majorque se trouve dans la zone centrale de la ville, très près de l'Église Sainte-Eulalie et de l'Hôtel de ville de la capitale des Baléares. 

## Histoire
L'espace occupé par la Plaça Major de Palma, à Majorque, est le site de l'ancien couvent de San Felipe Neri et de quelques maisons voisines. Jusqu'en 1823 la place a été le siège de l'Inquisition. Une fois déménagé le siège de l'Inquisition, il s'est passé dix ans avant le début des travaux de la première aile, achevée en 1838. Les travaux se sont poursuivis jusqu'au début du XXe siècle, avec la construction d'un stationnement souterrain et de quelques galeries commerciales.